# 卡玛拉和阿玛拉
卡玛拉（Kamala）和阿玛拉（Amala）是两位於1920年，在印度米德纳布尔，加爾各答西南部森林，被发现与狼群共生的年幼女童，她们被認為是较佳的野生儿童个案。两位女童被发现时的实际年龄已经无从得知，卡玛拉看起来像是7到8岁，阿玛拉被发现时只是婴儿，推测大约有1岁半。她们之间很可能不是（血缘上的）亲生姐妹，被狼群收養的时间点大概亦有别。於当地孤儿院工作的传教士Joseph Amrito Lal Singh是第一位观察她们行为的人。Singh於白蚁堆中发现两女孩与狼群同居，他将两女孩带走并安顿於自己的孤儿院中。较年少的阿玛拉於被接管的一年後逝世，卡玛拉活到1929年死於伤寒热病。Singh後来出版叙述了自己与两女童经历的日记但是目前被证实Singh为了增加孤儿院资金而编造了“狼孩”的故事。在印度，“与狼共生”被用来解释天生智力缺陷等状况。Bruno Bettelheim 声称两个女孩出生时已经有智力发育障碍。

## 观察
根据Singh所述，卡玛拉和阿玛拉的生活习惯都显示出野生狼的行为。她们因为以四肢步行姿态而导致手掌及膝盖磨成了厚厚的结硬皮，她们都喜欢夜间活动，对阳光有厌恶症状。有高於常人的夜视能力，敏锐的嗅觉及更优越的听觉。喜欢生肉的味道，食相像狗般将從碗中溢出到地上的食物舐乾净。更甚者，她们有触觉过敏症状，不喜欢穿衣服，实际上她们看来对冷热并不在意。小女阿玛拉除了恐惧之外曾显露过少许人类的情绪。
Singh曾艰苦地教育两位女童融入人类社会。大女卡玛拉接受了家庭训练而习惯了与其他普通人一起在公司工作。她最终亦能够（尽管未能熟练地）直立行走，但当她想迅速地前往某個地方时仍然会变换成四肢步行。
卡玛拉和阿玛拉被发现时完全地不懂得人类语言，会发出和狼差别不大的高嗓尖啸。阿玛拉在她逝世前的人类言词能力已经有著一个诸如学步小孩的进度，相比起来卡玛拉的进度就要慢得多。经过Singh多年的努力，卡玛拉只懂得40个单字及较差的语法领会。
阿諾德·格塞爾博士一名美國心理學家和兒科醫生，也是兒童發展研究領域的先驅。他對許多兒童進行了研究，研究中使用最新技術，也包括印度狼孩卡玛拉(Kamala)。